# Scaphidysderina napo
Espèce
Scaphidysderina napo est une espèce d'araignées aranéomorphes de la famille des Oonopidae.

## Distribution
Cette espèce est endémique de la province de Napo en Équateur,. Elle se rencontre dans le parc national Sumaco-Napo-Galeras vers 1 005 m d'altitude dans la cordillère Orientale.

## Description
La femelle holotype mesure 2,70 mm.

## Étymologie
Cette espèce est nommée en référence au lieu de sa découverte, la province de Napo.

## Publication originale
- Platnick & Dupérré, 2011 : The Andean goblin spiders of the new genus Scaphidysderina (Araneae, Oonopidae), with notes on Dysderina. American Museum Novitates, no 3712, p. 1-51 (texte intégral).